# ボサンスカ・クライナ

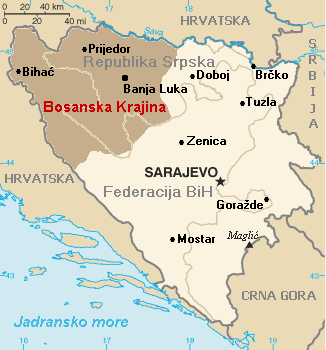
ボスニア・ヘルツェゴヴィナにおけるボサンスカ・クライナ地方

ボサンスカ・クライナ（ボスニア語・クロアチア語・セルビア語:Bosanska Krajina / Босанска Крајина）は、ボスニア・ヘルツェゴヴィナの北西部を指し示す歴史的な地域呼称であり、サヴァ川、ウナ川、ヴルバス川に囲まれた一帯を表す。
ボサンスカ・クライナで最大の都市はバニャ・ルカであり、バニャ・ルカは歴史的にこの地域の中心的な都市として機能してきた。この他のボサンスカ・クライナの主要都市としてはプリイェドル、ビハチ、ボサンスカ・グラディシュカ（Bosanska Gradiška）、ボサンスカ・ドゥビツァ（Bosanska Dubica）、ヴェリカ・クラドゥシャ、サンスキ・モスト、ムルコニチ・グラード（Mrkonjić Grad）、ヤイツェなどがある。
ボサンスカ・クライナと呼ばれる行政的な地域区分は存在せず、この地域のアイデンティティは何世紀にも亘る歴史的な経緯により形作られたものである。ボスニア・ヘルツェゴヴィナ紛争以降、ボサンスカ・クライナは行政上はスルプスカ共和国とボスニア・ヘルツェゴヴィナ連邦に分断されている。

## 呼称
ボサンスカ・クライナのうち北西端の一帯はツァジンスカ・クライナと呼ばれている。この名前はその中心的都市であるツァジンに由来する。この地域はまた、オスマン帝国やオーストリア・ハンガリー帝国時代に反乱が相次いだことから、リュタ・クライナ（Ljuta Krajina、「泥沼の辺境」）とも呼ばれる。
16世紀から19世紀まで、ウナ川とヴルバス川に囲まれたこの地域は「トルコ領クロアチア」と呼ばれた。この呼称を最初に用いたのは、1699年のカルロヴィッツ条約以降、オーストリアとオスマン帝国との国境管理に携わったオーストリア帝国軍の地政学家らによって使用された。19世紀中ごろには、地図学家らによってトルコ領クロアチアの呼称はボサンスカ・クライナへと置き換わっていった。

## 歴史

### 古代・中世
6世紀の北西ボスニアはローマ帝国のダルマチア属州であった。帝国の分割にともなってこの地域は東ローマ帝国の一部となった。その後、北からアヴァール人やスラヴ人がダルマチアに進入しこの地に居住するようになった。7世紀には、東ローマ帝国の下でセルビア人やクロアチア人の侯国が形成された。
北西ボスニアを含むパンノニア・クロアチア地域は、その後フランク人の進入を受ける。この時代にクロアチア人はキリスト教を受容する。クロアチア人はその後フランク人を退けている。10世紀、パンノニア・クロアチア地方は、独立した王国であるクロアチア王国の一部となる。北西ボスニアはパンノニア・クロアチアの一部として、1102年にクロアチア王国がハンガリー王国の一部となるまで、クロアチアの一部であった。

### オスマン帝国期

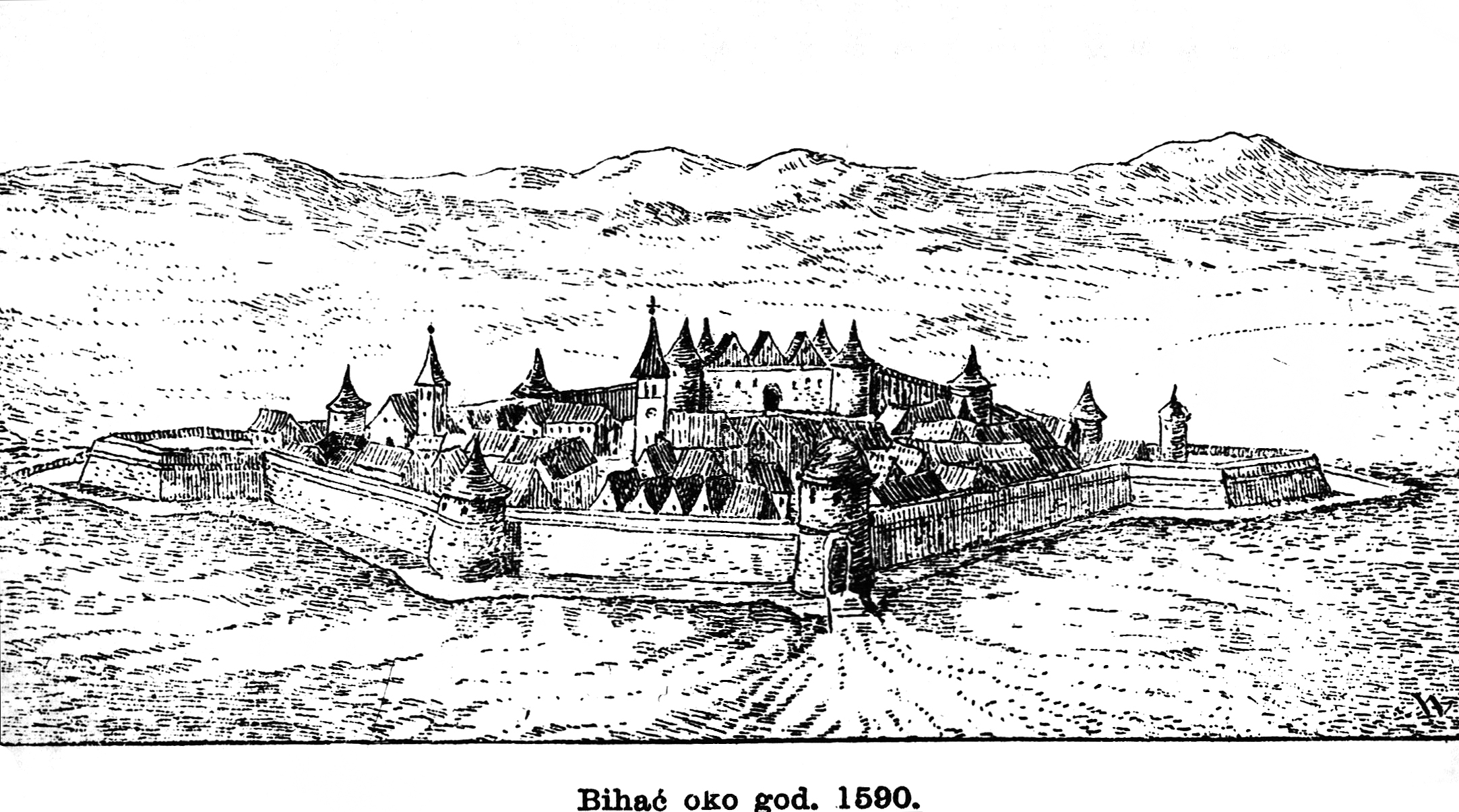
ビハチの要塞（1590年）

14世紀にはオスマン帝国がバルカン半島西部に伸張し、北西ボスニアはオスマン帝国の西への拡大の最前線となった。1463年にヤイツェがオスマン帝国領となり、ボスニア王国（Kingdom of Bosnia）は終焉を迎える。1493年のクルバヴァの戦い（Battle of Krbava field）ではクロアチア王国による抵抗もオスマン帝国に敗れ、クロアチア人の抵抗を要塞都市へと押し込めた。
15世紀末には、地元のクロアチア人の領主（クネズ）であるユライ・ミクリチッチ（Juraj Mikuličić）が、オスマン帝国の侵攻に備えてビハチ近くのブジムに要塞を建造した。ミクリチッチは1495年に死去したものの、その後もブジムは1576年までオスマン帝国の支配に抵抗した。
16世紀には北西ボスニアの大部分はオスマン帝国の支配下となっていった。クレン・ヴァクフ（Kulen Vakuf）近くにあるオストロヴィツァ（Ostrovica）の要塞は、1501年にスケンデル・パシャの手に渡った。1520年には、クロアチアのバン、ペタル・ベリスラヴィッチ（Petar Berislavić）はビハチ近くで、オスマン帝国による急襲によって死亡した。オスマン帝国の軍司令官ガジ・フスレヴ＝ベグ（Gazi Husrev-beg）は1521年に帝国のボスニア県（ボスニア・サンジャク）の県知事に任命され、その後もオスマン帝国の領域拡大を進め、クニンやベンコヴァツ（Benkovac）近くのオストロヴィツァ、スクラディン（Skradin）付近までオスマン帝国の支配下となった。
1526年のモハーチの戦いでヨーロッパ諸国がオスマン帝国に敗れた後、クロアチアの貴族らはツェティン議会（Parliament on Cetin）を招集し、1527年にクロアチアはオーストリアの一部となり、オスマン帝国はその統治下に正式にボスニア州（1580–1867、ボスニア・エヤレト）を発足させた。こうした中で、かつてクロアチアと呼ばれていた地域は大部分がオスマン帝国の領土となり、クロアチアと呼ばれる地域は大幅に縮小した。クロアチア人は、こんにちボサンスカ・クライナとよばれるこの地域の西の端で抵抗を続けるのみとなった。しかしオスマン帝国は、より北西への侵攻が容易なドナウ川流域などの平野部からヨーロッパ侵攻を続け、オシエク、モハーチ、ブダを経て1529年には第一次ウィーン包囲に至った。ボサンスカ・クライナ地域には、サヴァ川、ヴルバス川、ウナ川、サナ川などの河川や、プリェシェヴィツァ山（Plješevica）、シャトル山（Šator）、クレコヴァチャ山（Klekovača）、ラドゥシャ山（Raduša）、グルメチュ山（Grmeč）、コザラ山（Kozara）、ヴラシッチ山（Vlašić）などの山があり、天然の防壁となっていた。

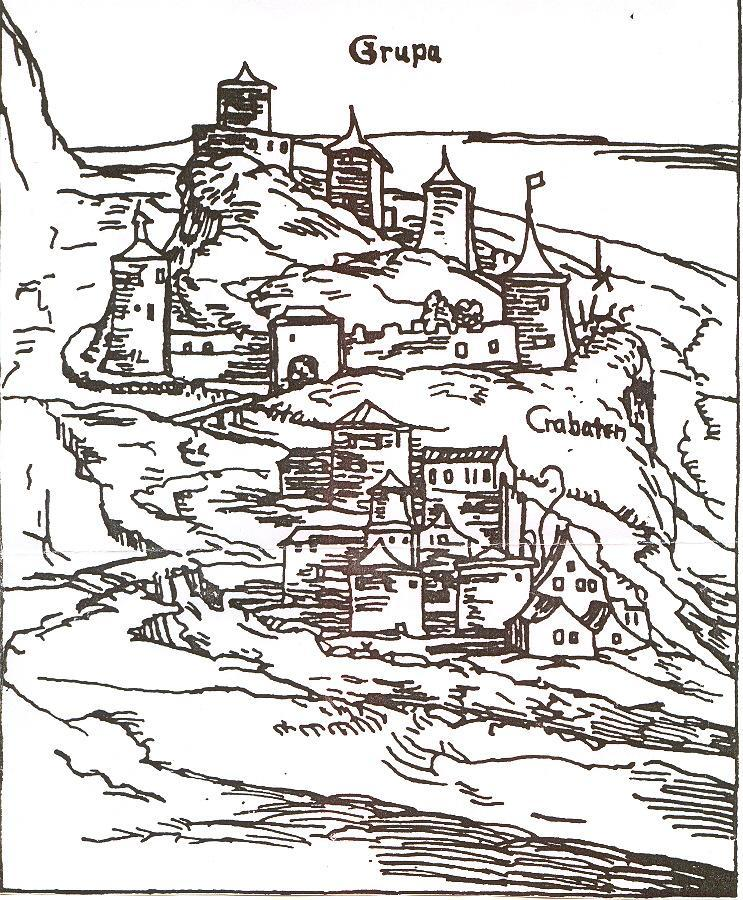
ボサンスカ・クルパの要塞（1530年）

オスマン帝国の伸張が更に続くと、オーストリアのカール2世は新たな要塞都市カルロヴァツ（カルロヴィッツ）を築く。1580年、オスマン帝国はこれに対抗して、この地のサンジャクを統合してボスニア州（ボスニア・パシャルク）とし、こんにちのクロアチア共和国領を含む一帯をその領域と宣言した。度重なる戦争と国境変動により、カトリック教徒のクロアチア人は北に脱出して数を減らし、替わって正教徒のセルビア人やヴラフ人が増加した。
1576年よりオスマン帝国の所有となっていたブジム要塞は、その後幾度にも亘る戦い（1685年。1686年、1688年、1737年）を耐えぬき、改修も重ねられ（1624年、1834年）、19世紀にオスマン帝国がボスニアの領土を手放すまで守りぬかれた。要塞はその後もオスマン帝国の歴史遺産として保存されている。
1592年、宰相・ハサン＝パシャ・プレドイェヴィッチ（Hasan-pasa Predojević）率いる2万人のオスマン帝国軍はビハチを攻撃し、支配下に収めた。ハサン＝パシャ・プレドイェヴィッチは更に北へと攻勢を続けたが、1593年6月のシサクの戦い（Battle of Sisak）で敗北した。

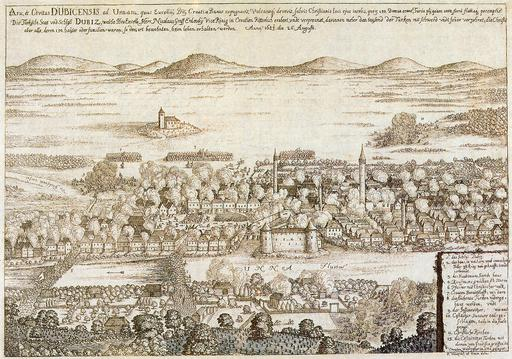
ボサンスカ・クルパ

オスマン帝国は1683年 - 1690年の大トルコ戦争でオーストリアとその同盟国に敗れ、1699年のカルロヴィッツ条約にてスラヴォニアとハンガリーをオーストリアに割譲した。これによってオーストリアとオスマン帝国の国境が確定され、このときの国境は後世までボスニアとスラヴォニアを隔てる境界として、こんにちのボスニア・ヘルツェゴヴィナとクロアチア共和国の国境となっている。オスマン帝国はこれ以上の敗退を食い止めるため、オーストリア領に築かれた軍政国境地帯に対抗して自国領内に防衛網を築いた。これがボスニア辺境（ボサンスカ・クライナ）の起こりである。
オスマン帝国領のボスニア辺境にはその後も、地域防衛を担う民兵としてセルビア人の羊飼いが住み続け、襲撃を退け治安を維持し、オーストリア帝国との国境を守るための労働力として機能してきた。ボスニア辺境でセルビア人が多数を占めるようになったのはこの時代のことである。

### 近現代

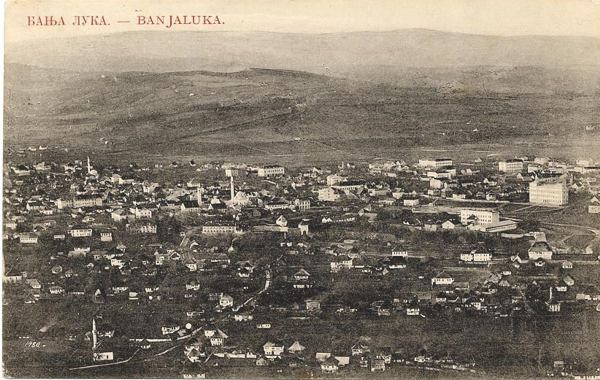
1903年のバニャ・ルカ

1875年 - 1878年の大規模な反オスマン帝国の武力蜂起であるヘルツェゴビナ蜂起（Herzegovina Uprising）は、ボスニア辺境にも波及した。その後ベルリン条約により1878年よりボスニア辺境を含むボスニア・ヘルツェゴヴィナは、オーストリア帝国の統治下の共同統治国ボスニア・ヘルツェゴヴィナ（Condominium of Bosnia and Herzegovina、1878年 - 1918年）となる。
第二次世界大戦の時代には、ボスニアはファシスト勢力の傀儡国家であるクロアチア独立国の領土となるが、その中でボサンスカ・クライナは非常に強固な反ファシスト闘争の地として知られることとなる。ファシスト勢力と戦ったパルチザンは、この地では特に民族混在率が高かった。1942年から1943年にかけての冬には、パルチザンはこの地にビハチ共和国（Republic of Bihać）と呼ばれる解放区を打ち立てた。また、ボサンスカ・クライナの解放区、ヤイツェやムルコニチ・グラードではパルチザンによる会合（ユーゴスラビア人民解放反ファシスト会議、ボスニア・ヘルツェゴビナ人民解放国家反ファシスト委員会）が開催され、その中で終戦後のユーゴスラビア連邦人民共和国およびボスニア・ヘルツェゴヴィナ人民共和国の枠組みが定められた。
ウスタシャ率いるファシスト勢力・クロアチア独立国は、サヴァ川をはさんでボサンスカ・クライナの対岸にヤセノヴァツ強制収容所を設置し、セルビア人やロマ、ユダヤ人、反ファシストのクロアチア人などを多数殺害した。
ユーゴスラビア崩壊に伴って発生した1992年 - 1995年のボスニア・ヘルツェゴビナ紛争時のボサンスカ・クライナ地方は、サラエヴォを拠点とするボスニア・ヘルツェゴヴィナ政府、バニャ・ルカを拠点とするスルプスカ共和国、そしてヴェリカ・クラドゥシャを拠点とする西ボスニア自治州の支配地域に別れ、紛争の最前線となった。スルプスカ共和国はマニャチャ（Manjača）やオマルスカ（Omarska）などに強制収容所を設置し、ボシュニャク人やクロアチア人を中心に多くの人々が収容所に送られ、強姦やその他各種の虐待を受け、また殺害された。

## 住民
ボスニア・ヘルツェゴビナ紛争前、この地域の住民は100万人ちかくあった。1991年の国勢調査によると、この地域の住民のうち44%がセルビア人、40%がムスリム人（ボシュニャク人）、7%がクロアチア人、5%がユーゴスラビア人、3%がその他（ロマ、ウクライナ人、マジャル人、ヴラフ人など）となっている。紛争による強制移住、追放や国内避難、国外移住などにより民族ごとの人口構成・分布は大きく変動した。紛争後、ボサンスカ・クライナのほとんどの地域で民族的多様性は小さくなって単一性が強まっており、北西部（ツァジンスカ・クライナ）はボシュニャク人、スルプスカ共和国の領域および西部のクロアチア国境沿いの一部地域ではセルビア人が多数派を占めている。

## 経済
第二次世界大戦直後のボサンスカ・クライナは、ボスニア・ヘルツェゴビナで最も貧しい地域のひとつであった。1950年には貧困を理由とした反政府暴動がツァジンズカ・ブナ（Cazinska Buna）で発生している。
その後のボサンスカ・クライナの経済状況の好転は、1970年代始めから半ばにかけて、この地域の経済発展のためにバニャ・ルカ都市機構によって開発計画が策定されたことが大きい。さらに、銀行制度の簡素化によって、資源開発のための投資の促進が図られたことで更に開発が進められた。これにより、ボサンスカ・クライナでは農業と工業を中心とした大幅な経済発展がみられた。
ボサンスカ・クライナ北西部のヴェリカ・クラドゥシャを拠点とするアグロコメルツ（Agrokomerc）は、ボスニア・ヘルツェゴビナ、そしてユーゴスラビア連邦全土で最大の食品製造会社となった。この他には、ヴェリカ・クラドゥシャの化学工業会社サニテックス（Saniteks）、バニャ・ルカの電子工業会社ルディ・ツァイェヴェツ（Rudi Cajevec）、ボサンスキ・ノヴィのせんい製造会社サナ（Sana）や、木材加工、食品製造などの産業がこの地域の経済を牽引した。また、コザラ山周辺では鉱工業が盛んであった。

## 交通

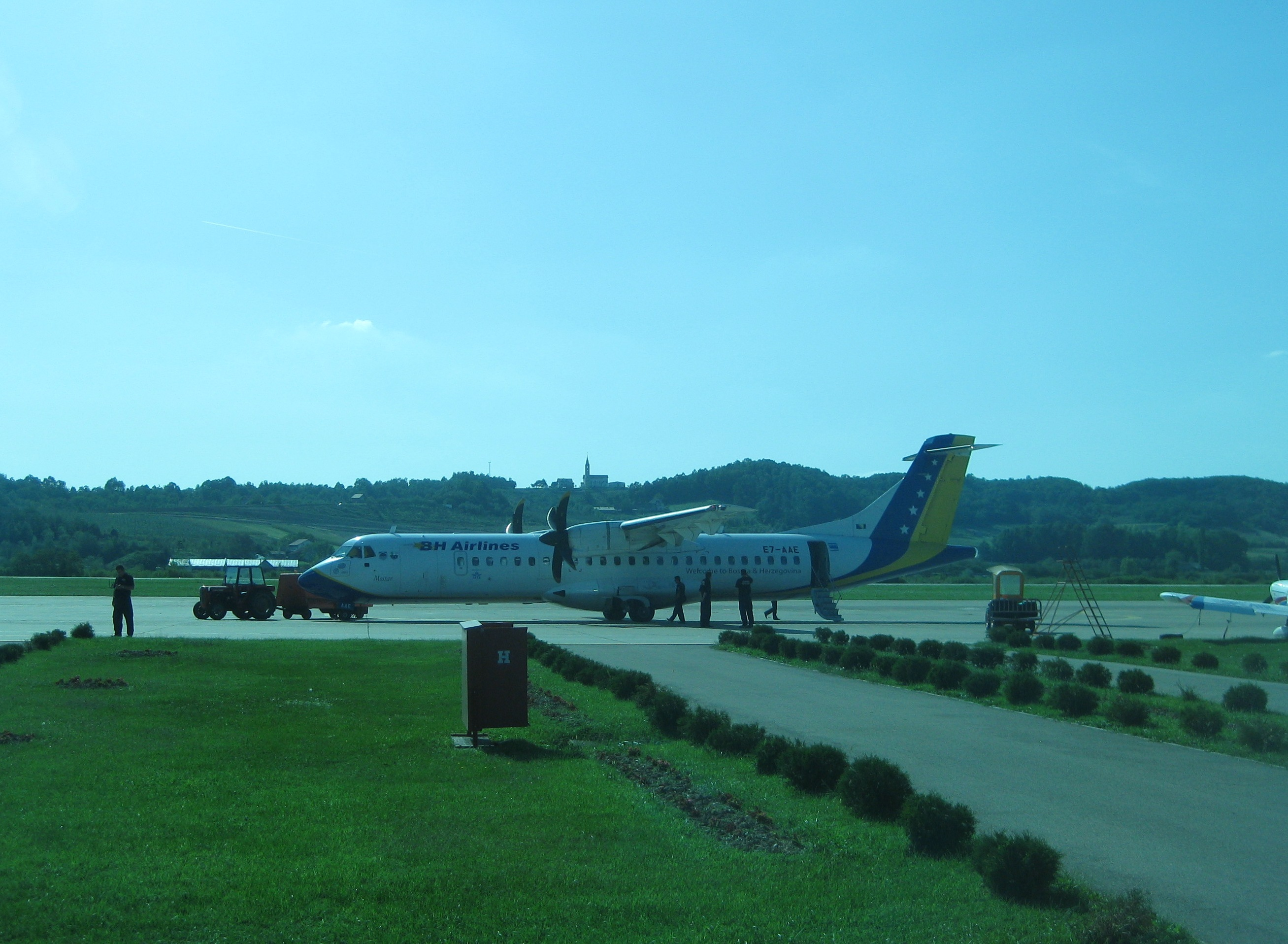
バニャ・ルカ国際空港にてチューリッヒへのフライトを待つB&H航空のATR 72。2010年8月

欧州自動車道路・E661号線の経路がクロアチアに向かって伸びており、うちバニャ・ルカからラクタシ（Laktasi）までが高速道路として開通しており、ラクタシからクロアチア国境（スタラ・グラディシュカ）までは2車線道路となっている。2車線の部分については高速道路への改良が進められている。
このほかに、ザグレブまでの所要時間を短縮できるプリイェドルからボサンスカ・ドゥビツァまでの区間、およびボサンスカ・クライナ地方から汎ヨーロッパ回廊Xc（Pan-European Corridor Xc）へのアクセス道路となるドボイ方面への高速道路が計画されている。
バニャ・ルカ国際空港（Banja Luka International Airport）はバニャ・ルカから23キロメートルのところにある。B&H航空（B&H Airlines）とアドリア航空（Adria Airways）が利用しており、リュブリャナ、チューリッヒへの定期便が運行されている。この他にチャーター便も乗り入れており、サラエヴォ国際空港のバックアップとしても機能している。冬季を中心とした悪天候によりサラエヴォに着陸できない場合にバニャ・ルカ国際空港が使用されることがあり、バニャ・ルカからサラエヴォへは自動車で2時間程度である。
ジェリャヴァ空軍基地（Željava Air Base）はビハチちかくのプリェシェヴィツァ山のふもと、ボスニア・ヘルツェゴヴィナとクロアチアの国境地帯にあり、かつてユーゴスラビアで最大の空軍基地であった。
プリイェドルにも飛行場があり、小型機やグライダーが利用している。この飛行場は、第二次世界大戦時にパルチザンが使用しており、パルチザンが初めて利用した飛行場であった。飛行場は、地元のパラシュート・クラブの拠点としても利用されている。
ボサンスカ・クライナはボスニア・ヘルツェゴヴィナにおける鉄道網のハブとなっており、同国の鉄道網の半分以上がこの地を通っている。鉄道はバニャ・ルカ、プリイェドル、ボサンスキ・ノヴィ、ビハチといった、ボスニア・ヘルツェゴヴィナ北部・西部の都市を結んでおり、列車は国境を超えてザグレブやベオグラードへも乗り入れている。

## 画像

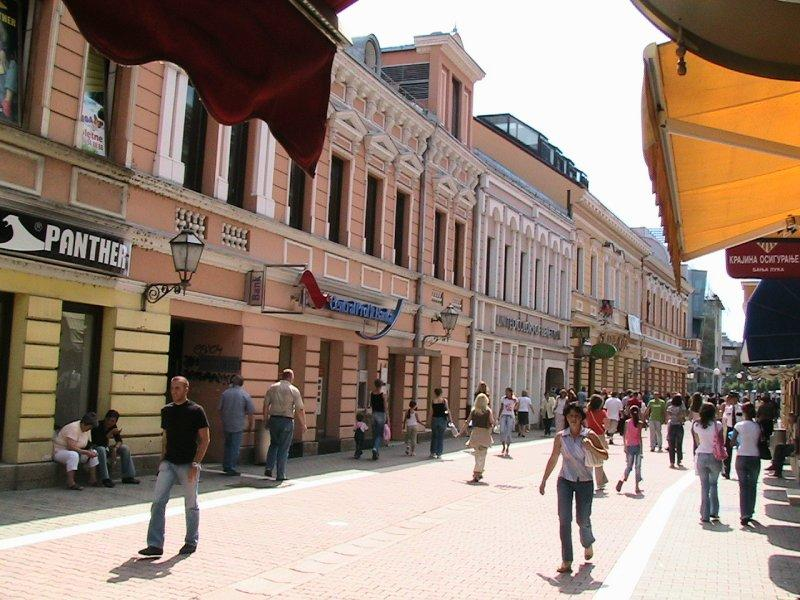
バニャ・ルカ
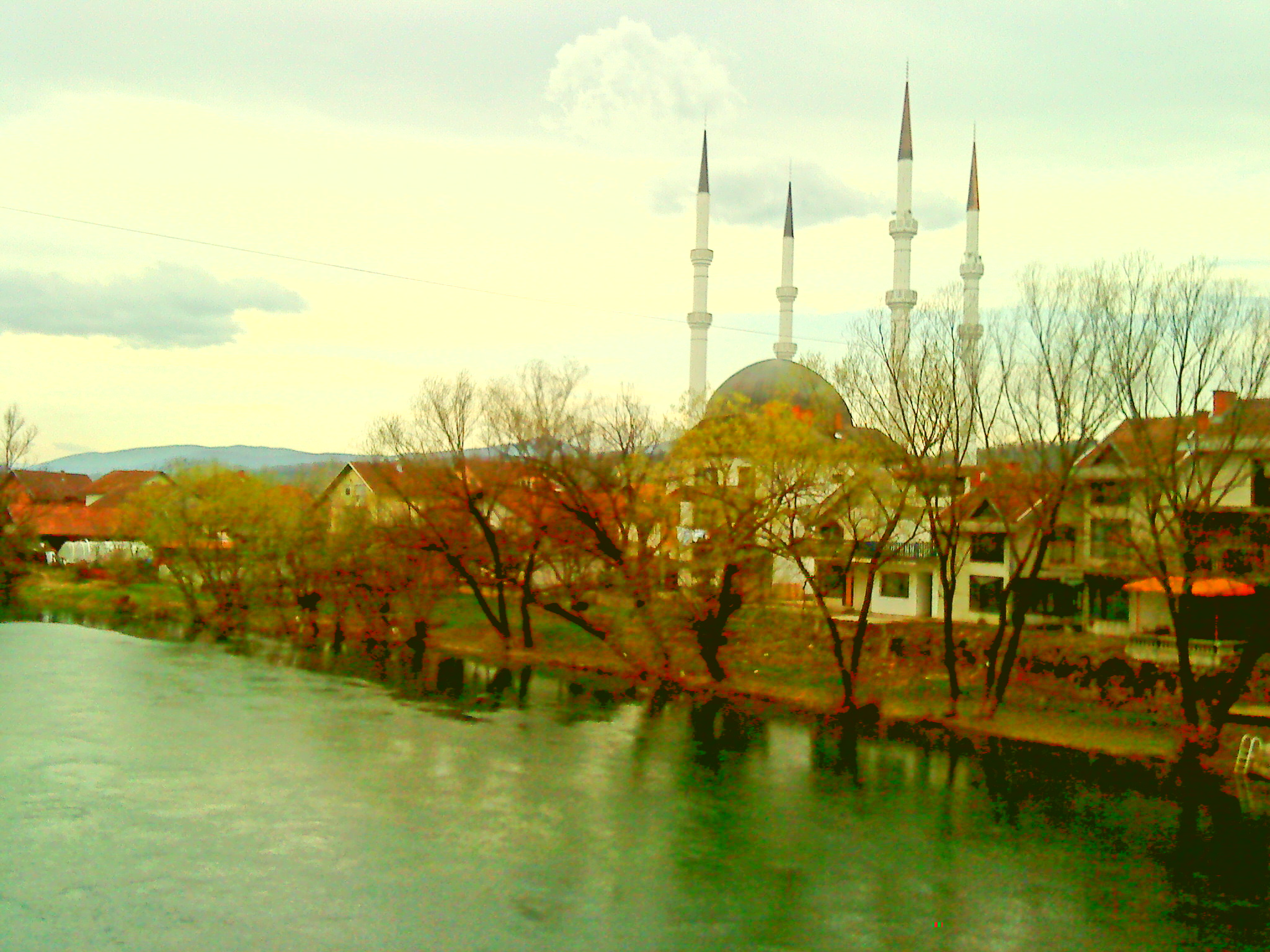
サンスキ・モスト
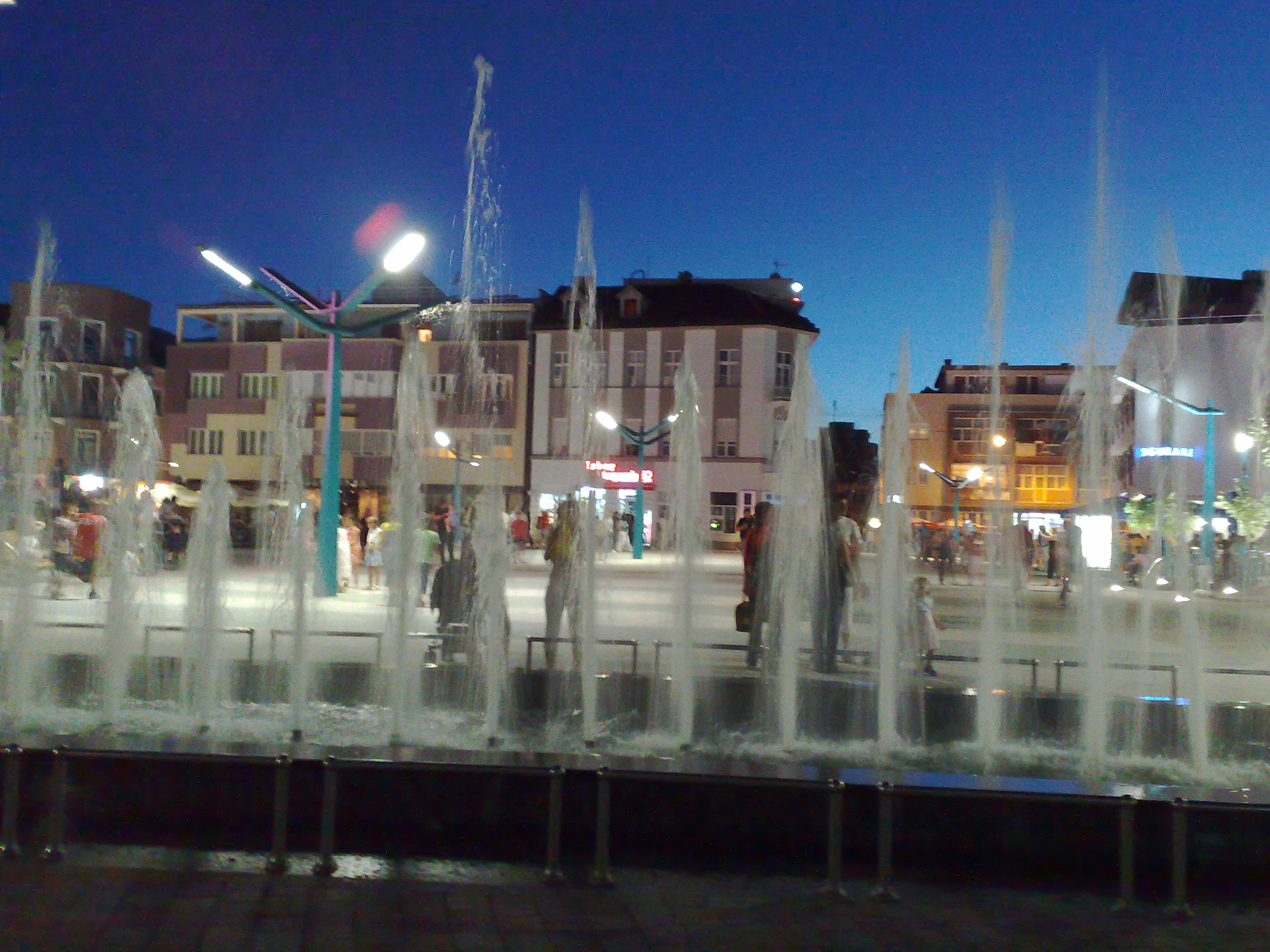
ビハチ
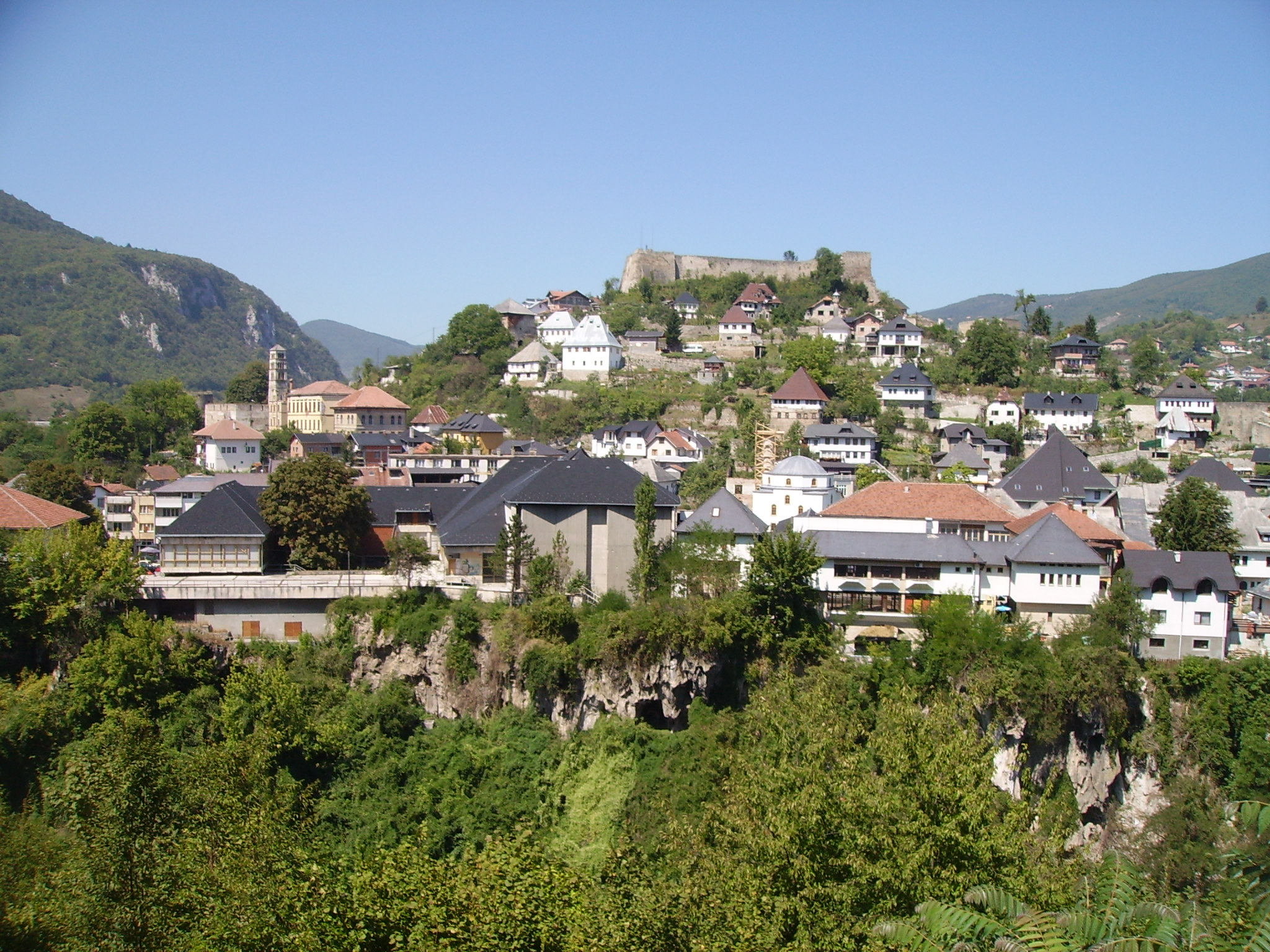
ヤイツェ
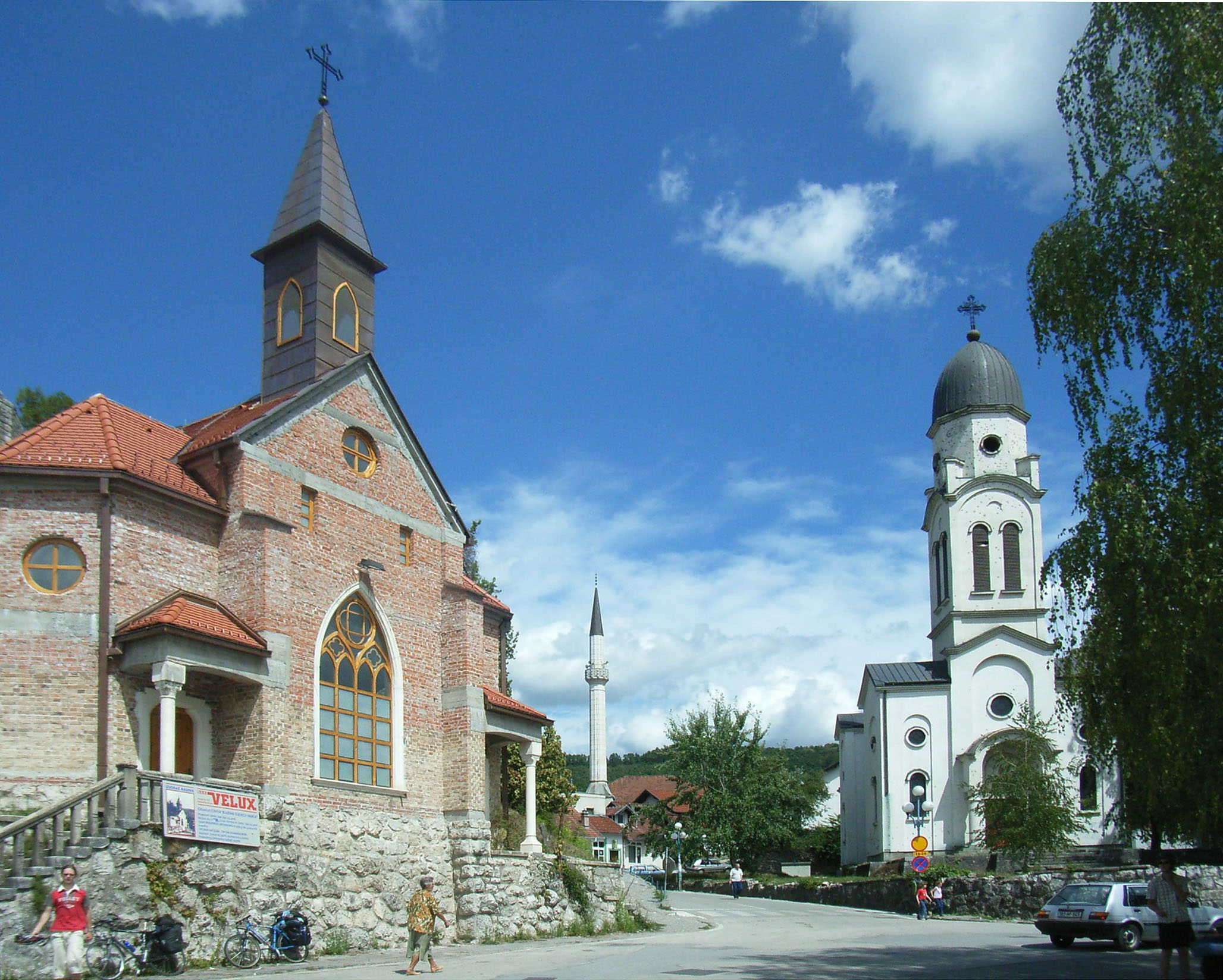
ボサンスカ・クルパ
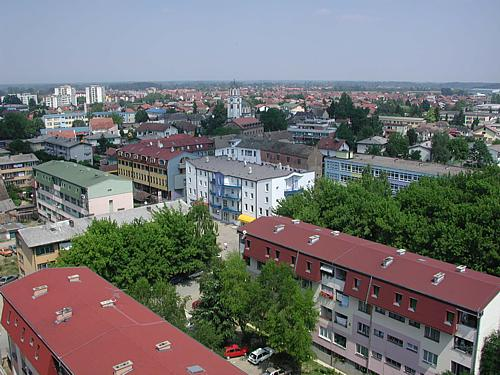
ボサンスカ・グラディシュカ
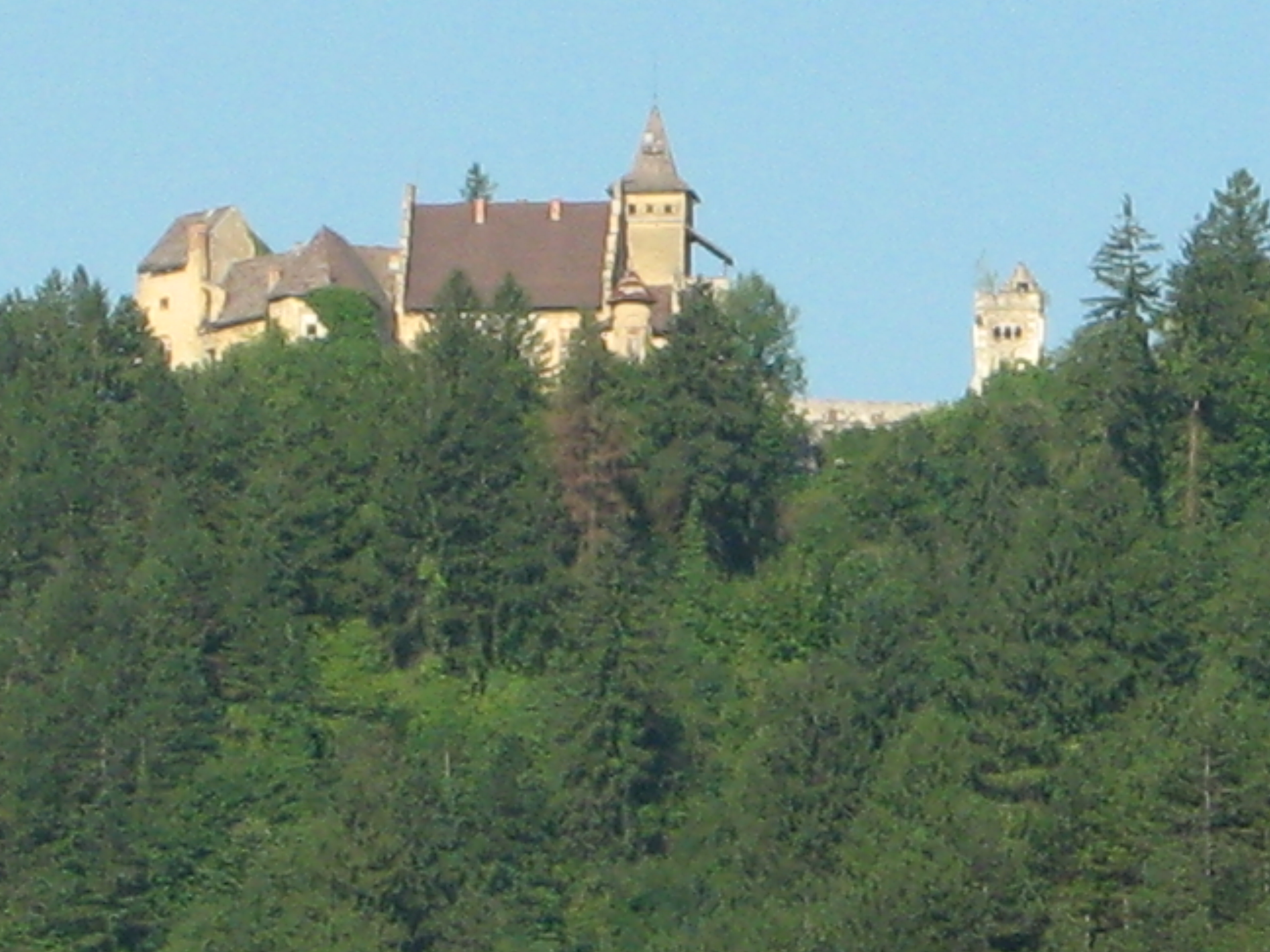
オストロジャツ城
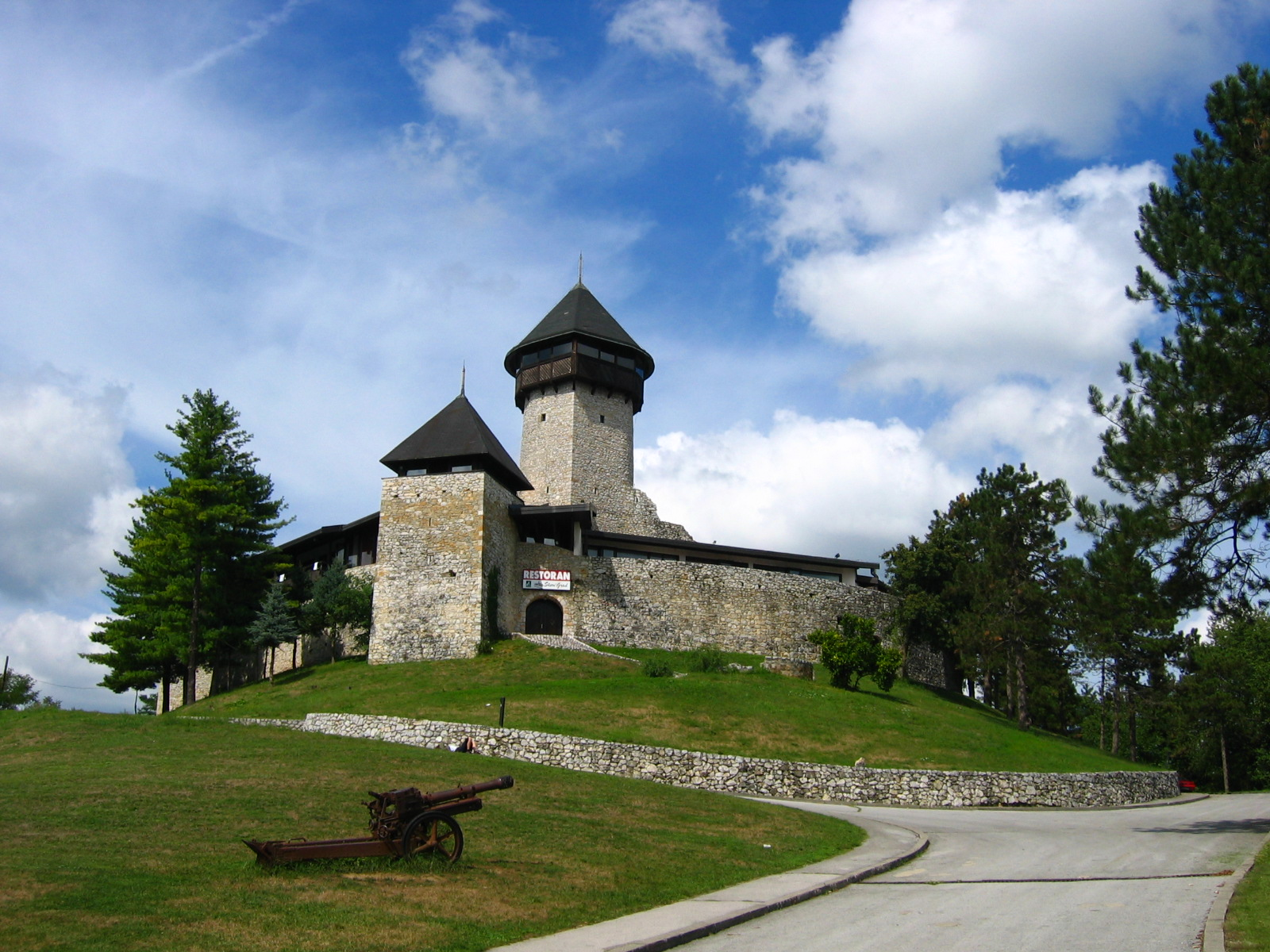
ヴェリカ・クラドゥシャ城
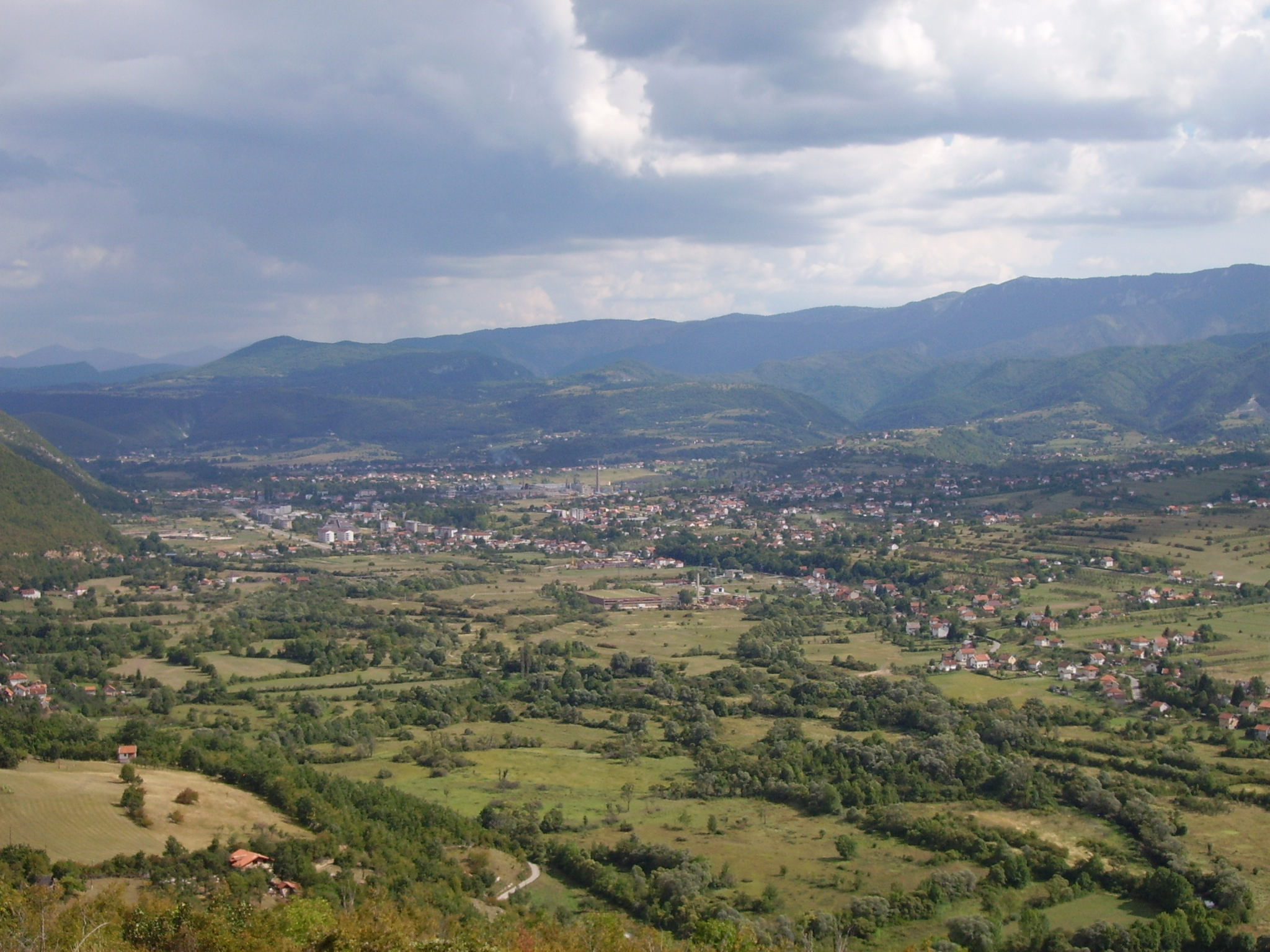
ドルヴァル
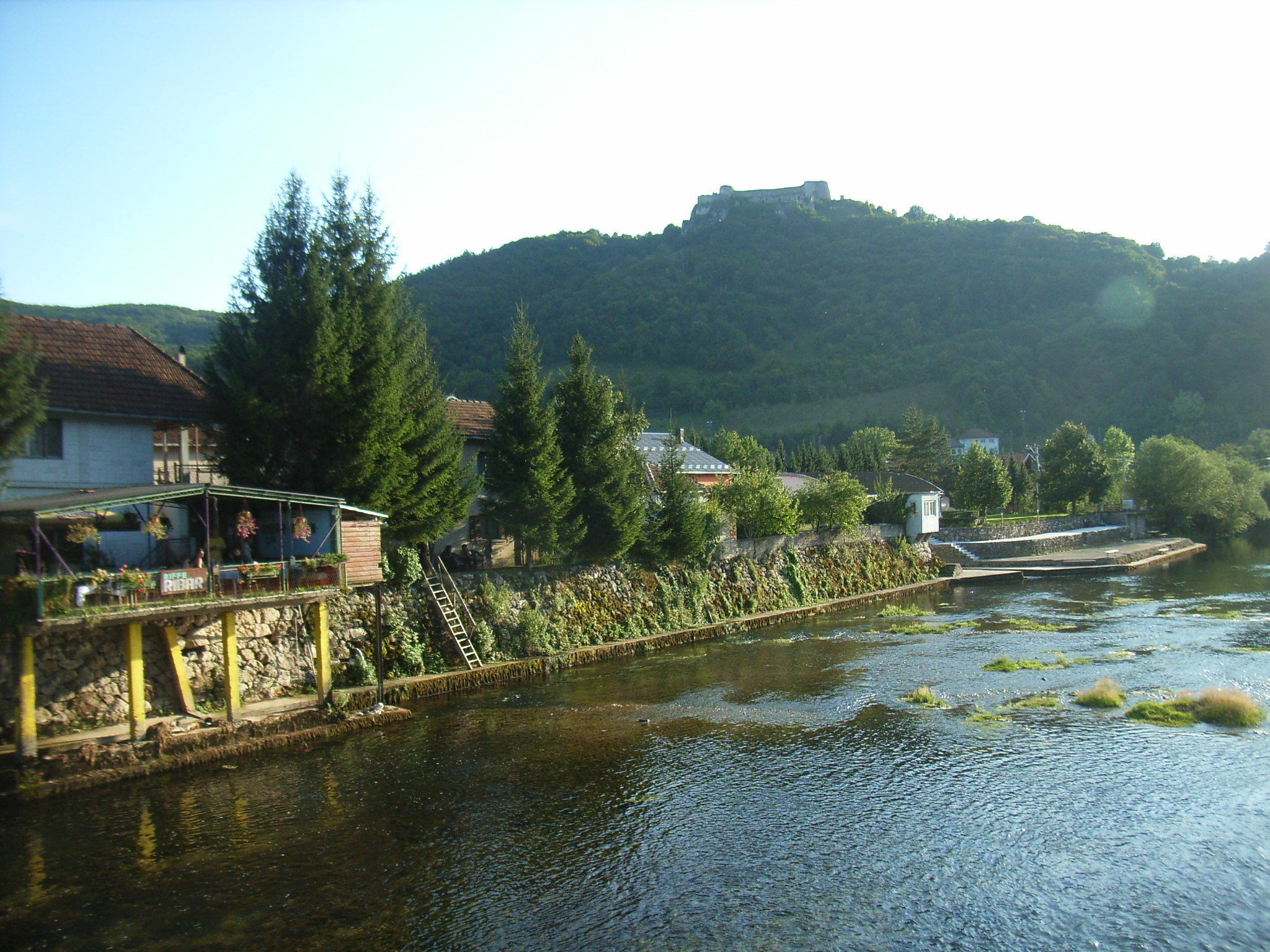
クレン・ヴァクフ